# Bagnolo San Vito
Bagnolo San Vito és un municipi situat al territori de la província de Màntua, a la regió de la Llombardia, (Itàlia).
Bagnolo San Vito limita amb els municipis de Borgoforte, Mantova, Roncoferraro, San Benedetto Po, Sustinente i Virgilio.
Pertanyen al municipi les frazioni de Campione, Correggio Micheli, San Biagio, San Giacomo Po i San Nicolò Po.

## Galeria

Localització de Bagnolo San Vito a la província de Màntua